# Journées du patrimoine de pays et des moulins
Ne doit pas être confondu avec Journées européennes du patrimoine.
Les Journées du patrimoine de pays et des moulins (JPPM) sont une manifestation culturelle française, dont l'objectif est la valorisation du petit patrimoine. Elles se déroulent chaque année au mois de juin.
Fondées en 1998 sous le nom de Journées du patrimoine de pays, elles intègrent depuis 2006 la Journée des moulins, manifestation initiée par la Fédération française des associations de sauvegarde des moulins.
Elles sont organisées par un collectif composé de la Fédération Patrimoine-Environnement, la FFAM, Maisons paysannes de France, l'Union REMPART, l'association des Architectes du patrimoine, la Fédération des musées d'agriculture et du patrimoine rural, les Petites Cités de Caractère et la Fondation du patrimoine.
Chaque année, un thème permet de mettre valeur le patrimoine de pays. En 2019, le thème Naturellement Durable a rencontré un large succès auprès des organisateurs d'animations. Pour l'édition 2020, qui se déroulera les 27 et 28 juin 2020, le thème retenu est L'arbre, vie et usages.